# Ishioka
Ishioka (石岡市, Ishioka-shi) est une ville située dans la préfecture d'Ibaraki, sur l'île de Honshū, au Japon.

## Géographie

### Situation
Ishioka est située dans le centre-est de l'île de Honshū (préfecture d'Ibaraki), au Japon.

### Démographie
En octobre 2020, la population d'Ishioka était de 73 160 habitants, répartis sur une superficie de 215,53 km2 (densité de population de 339 hab./km2). Avant l'intégration de l'ancien bourg de Yasato dans Ishioka en 2005, la population était de 52 755 habitants pour une superficie de 59,60 km2.

### Topographie
Le mont Kaba se trouve en partie sur le territoire d'Ishioka.

## Histoire
Le bourg moderne d'Ishioka a été créé le 1er avril 1889. Il obtient le statut de ville le 11 février 1954.

## Transports
Ishioka est desservie par la ligne Jōban de la JR East aux gares de Takahama et d'Ishioka.

## Personnalités liées à la municipalité
- Ukai Gyokusen (1807-1887), photographe